# Advanced Host Controller Interface
 (février 2016).
Si vous disposez d'ouvrages ou d'articles de référence ou si vous connaissez des sites web de qualité traitant du thème abordé ici, merci de compléter l'article en donnant les références utiles à sa vérifiabilité et en les liant à la section « Notes et références ».
Pour les articles homonymes, voir HCI.
L'Advanced Host Controller Interface (ou Advanced HCI ou AHCI) est un mécanisme matériel permettant à la couche logicielle de communiquer avec des périphériques SATA tels que les adaptateurs de bus hôte, qui sont conçus pour offrir des vitesses de transfert supérieures et des fonctionnalités que ne proposent pas les contrôleurs ATA standards, tels que le branchement à chaud ou encore le NCQ.

## Description
AHCI, grâce à des fonctions matérielles et des commandes spécifiques, permet l'utilisation de fonctions avancées, telles que le remplacement sous tension. Les disques durs en utilisant le mode AHCI peuvent fonctionner à des vitesses plus élevées que celles en mode IDE et de manière optimisée grâce à la fonction NCQ.

## Spécification
Les spécifications en sont à leur version 1.3.1 (mars 2014).

## Support
L'AHCI est supporté nativement par Apple Mac OS, Microsoft depuis Windows XP et par Linux à partir du noyau 2.6.19.
Pour Windows Vista et suivants, il est important de faire l'installation de Windows après avoir changé de mode dans le BIOS. Ne pas le faire empêche de bénéficier de l'avantage lié à ce mode (vitesse, NCQ et déconnexion à chaud).
Il est aussi possible d'activer l'AHCI à l'issue d'une installation de Windows Vista et ultérieur elle-même réalisée en l'absence d'AHCI positionné.
Les systèmes d'exploitation plus anciens nécessitent des pilotes, développés par le constructeur de l'adaptateur de bus hôte, afin de supporter l'AHCI.